# Essertenne-et-Cecey
 Essertenne-et-Cecey  es una población y comuna francesa, situada en la región de Franco Condado, departamento de Alto Saona, en el distrito de Vesoul y cantón de Autrey-lès-Gray.

## Geografía
Los siguientes municipios limitan con la población de Essertenne-et-Cecey; el orden parte del noreste y sigue la dirección de las agujas del reloj:
Mantoche, Apremont, Talmay (Côte-d'Or), Jancigny (Côte-d'Or), Renève, Champagne-sur-Vingeanne (Côte-d'Or), Autrey-lès-Gray. 

## Demografía
| 295 | 264 | 236 | 273 | 314 | 337 | 396 |
| Para los censos de 1962 a 1999 la población legal corresponde a la población sin duplicidades (Fuente: INSEE [Consultar]) |     |     |     |     |     |     |